# World Wide Web Foundation
World Wide Web Foundation är en i USA registrerad stiftelse, som verkar för tillgång till Internet för alla. Syftet är att förbättra och öka tillgängligheten av World Wide Web, specifikt att etablera ett öppet nät som en allmän nyttighet och grundläggande rättighet, med fri tillgång för alla.
World Wide Web Foundation grundades 2009 på initiativ av Tim Berners-Lee.
Anne Jellema är chef sedan 2012.